# Тарасово (Ермолинское сельское поселение)
Тарасово — деревня в Вяземском районе Смоленской области России. Входит в состав Ермолинского сельского поселения. Население — 11 жителей (2007 год). 
Расположена в восточной части области в 19 км к северо-востоку от Вязьмы, в 9 км южнее автодороги М1 «Беларусь», на берегу реки Жижала. В 11 км южнее деревни расположена железнодорожная станция Исаково на линии Вязьма — Калуга.
| 2015 |
| ---- |
| 8    |

## История
В годы Великой Отечественной войны деревня была оккупирована гитлеровскими войсками в октябре 1941 года, освобождена в марте 1943 года.